# RealDoll

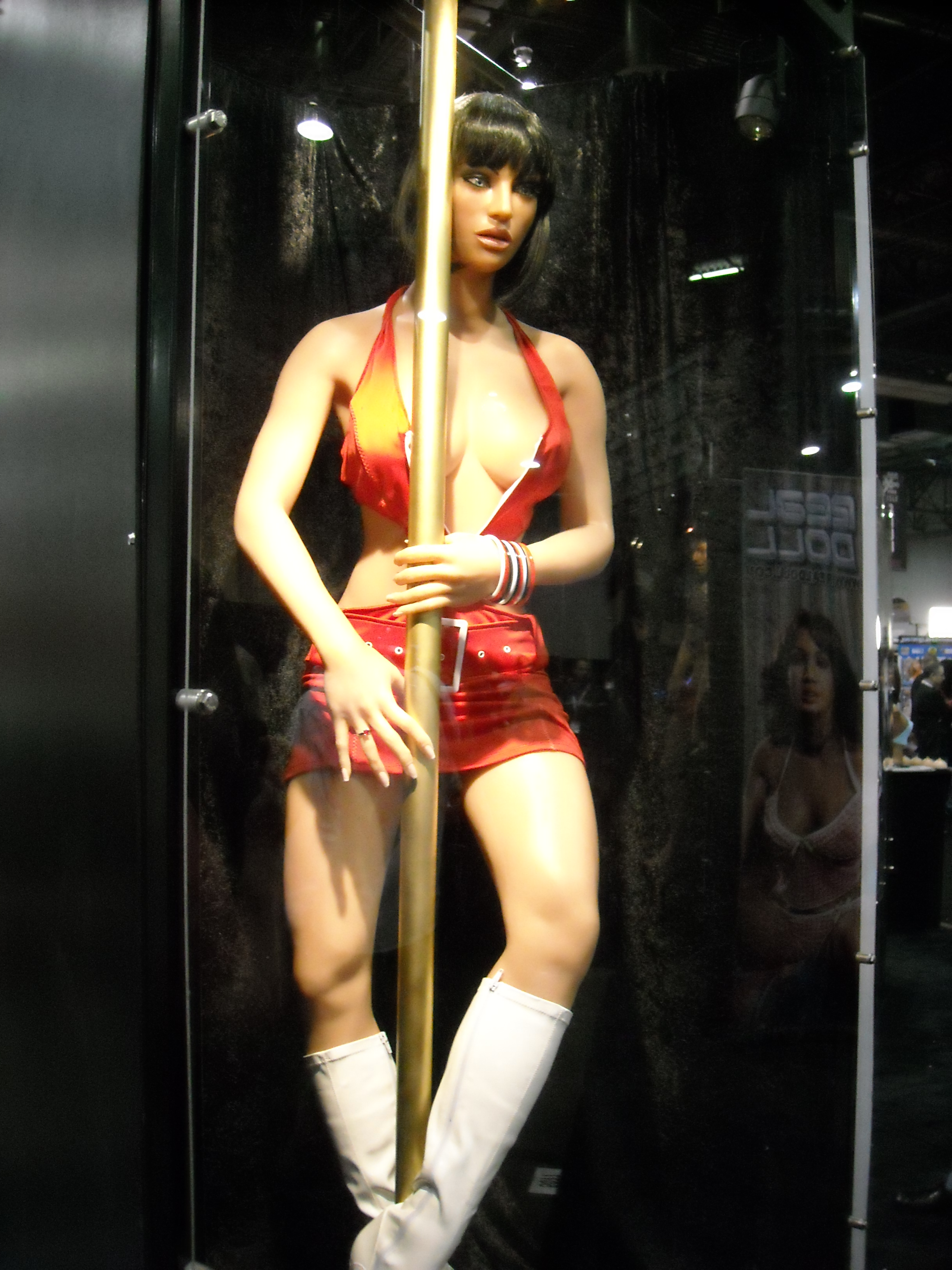
Una RealDoll all'AVN Adult Entertainment Expo 2009

Le RealDoll sono giocattoli sessuali, simili a manichini, venduti in tutto il mondo e costruiti dal 1996 a San Marcos, in California, dalla Abyss Creations, ideati dallo scultore Matthew McMullen.

## Caratteristiche e diffusione
Grazie alla tecnologie sviluppate nell'industria hollywoodiana degli effetti speciali, le RealDoll, dal costo di diverse migliaia di dollari l'una, sono oggi tra le più realistiche bambole sessuali del mondo. Il realismo va oltre il semplice aspetto, l'endoscheletro in PVC permette al corpo le stesse posizioni di un essere umano, mentre il corpo in silicone riproduce le fattezze di una donna persino al tatto. Le articolazioni interne sono realizzate in acciaio inossidabile e il peso del corpo è di circa 30/40 kg. Si possono combinare tipi di corpo, facce, capelli, colore degli occhi.
Ai modelli iniziali (tra cui uno maschile), completamente passivi, vennero col tempo affiancati modelli in grado di parlare o di chiudere gli occhi, così come versioni con il viso interscambiabile o versioni transessuali con una combinazione di organi sessuali sia maschili che femminili. Tuttavia i modelli con una limitata automazione non hanno raggiunto i livelli di interattività garantiti da aziende concorrenti come quelle della tedesca AndyDroid.

## Impatto nella cultura di massa
La fama raggiunta dalle RealDoll ha fatto sì che divenisse iconografico rispetto a questo nuovo tipo di bambole sessuali iperrealistiche, portando diversi autori a citarle nelle loro opere audiovisive; fra i primi il film Monique di Valérie Guignabodet (2002). Nella serie Nip/Tuck (2003-2010) Kimberly, interpretata da Kelly Carlson, fa da modella per una RealDoll a sua immagine e somiglianza, mentre il film drammatico/horror Love Object (2003) e la commedia Lars e una ragazza tutta sua (2007) ruotano proprio intorno all'acquisto da parte dei rispettivi protagonisti di una di queste bambole.
Anche a teatro vi furono sporadiche apparizioni di questo tipo di prodotti: una RealDoll rappresentante l'attrice Claudia Cardinale da giovane venne posta in scena nella stagione 2002-03 a fianco all'attrice in carne e ossa, nella rappresentazione del Come tu mi vuoi di Luigi Pirandello, messo in scena dal regista Pasquale Squitieri. Il prezzo elevato ne fa comunque un prodotto di nicchia, di cui, nei primi dieci anni di produzione, erano stati venduti sul mercato solo alcune migliaia di elementi, la cui vendita tramite negozi fisici avviene solo in un numero ridotto di locali, come quello di Hustler nel Sunset Boulevard di Hollywood.
Il fotografo Helmut Newton realizzò un servizio fotografico con protagoniste alcune di queste bambole, ma, a causa dell'effetto innaturale che avevano, la committente Playboy scelse di non pubblicarle, pur inserendole, successivamente alla morte del fotografo, nella sua retrospettiva Playboy: Helmut Newton edita dalla Chronicle Books nel 2005, che al servizio dedica un apposito capitolo.

## Impatto sociologico
Il fenomeno è guardato con curiosità da sociologi, sessuologi e giornalisti, vista la presenza di utenti del prodotto così soddisfatti da portare la propria bambola persino in vacanza, spesso sostituendola (o affiancandola) ai normali rapporti affettivi con una persona reale, inclusi anche comportamenti di tipo violento. L'origine dell'identificazione della bambola con una figura femminile autentica è stata individuata da alcuni nell'aderenza della bambola al modello di passività associato con la "purezza" femminile. Il documentario Guys and Dolls (rinominato Love Me, Love My Doll per la messa in onda del 2007 da parte della BBC) ha analizzato alcune di queste situazioni.